# Isac Risberg
Isac Risberg, var en svensk orgelbyggare i Uppsala.

## Biografi
Risberg var lärling hos Hans Henrich Cahman först i Växjö och sedan i Uppsala under orgelbygget i Uppsala domkyrka på 1690-talet. Efter dennes död 1699 torde han deltagit i färdigställandet av orglarna i Jacob och Riddarholmskyrkan i Stockholm. Han gifte sig med dottern till bergsmannen Jacob Otto i Sandviken, Vika socken och associerades därför med Falun.  Risberg arbetade 1707–1710 som orgelbyggare i Uppsala där han dog i pesten liksom hela hans familj.

## Lista över orglar
| År        | Ursprunglig kyrka | Stift   | Bild | Manualer | Pedal | Stämmor | Bevarad orgel/fasad | Övrigt |
| --------- | ----------------- | ------- | ---- | -------- | ----- | ------- | ------------------- | --- |
| 1697      | Jäders kyrka      |         |      |          |       | 8       |                     | En orgel sattes upp 1697 av Risberg. Den reparerades 1744 av Daniel Stråhle och utökades med Trumpet 8´ och Vox humana. Senare flyttad till Stenkvista kyrka. |
| 1705      | Östervåla kyrka   | Uppsala |      |          |       | 8       | Nej/Nej             | Orgeln kostade 1060 riksdaler. 1739 reparerades och tillbyggdes orgeln med en stämma av Daniel Stråhle. En ny orgel byggdes 1825 av Pehr Zacharias Strand, Stockholm. |
| 1706      | Nora kyrka        | Uppsala |      |          |       | 6       | Nej/Ja              | Det gamla positivet från 1663 såldes för 20 riksdaler till Risberg samma år som han byggde ett nytt orgelverk för 820 riksdaler. Orgeln såldes 1785 till Vidbo kyrka. En ny orgel byggdes 1786 i Nora kyrka av Niclas Söderström och Eric Nordqvist, Nora. 1924 byggdes en ny orgel i Vidbo kyrka av Furtwängler & Hammer, Hannover, Tyskland.                                                                             |
| 1707–1710 | Uppsala domkyrka  | Uppsala |      | 1        | -     | 10      | Ja/Ja               | Orgeln var en interimsorgel och kostade 4000 riksdaler. Den användes fram till 1725 i Uppsala domkyrka, då Johan Niclas Cahman, Stockholm mellan 1725 och 1731 byggde en ny läktarorgel. 1741 såldes Risbergs orgel till Tjällmo kyrka. Orgeln nedmonterades 1926 då en ny läktarorgel byggdes av Olof Hammarberg, Göteborg. Risbergs orgel sattes upp på västläktaren och renoverades 1969 av Bröderna Moberg, Sandviken. |

## Medarbetare
Erik var 1708 gesäll hos Risberg.